# La vocación de San Mateo (Caravaggio)
La vocación de San Mateo (en italiano, Vocazione di san Matteo) es un cuadro del pintor italiano Caravaggio. Está realizado al óleo sobre lienzo. Pertenece al ciclo de la Vida de san Mateo que le fue encargada en 1599 para decorar la Capilla Contarelli en la iglesia romana de San Luis de los Franceses, donde aún se conserva. 

## Historia
Dos décadas antes, el cardenal Matteo Contreil (en italiano, Matteo Contarelli) había dejado fondos e instrucciones específicas para la decoración de una capilla basada en temas de su santo patrón. La decoración de la cúpula se empezó con frescos del artista manierista de la época, uno de los más populares por entonces en Roma, Caballero de Arpino, anterior patrón de Caravaggio. Pero estando ocupado este pintor con el mecenazgo papal y real, el cardenal Francesco Del Monte, patrón de Caravaggio y prefecto de la Fábrica de San Pedro (oficina de la Santa Sede para la propiedad de la Iglesia) intervino para que Caravaggio consiguiera su primer gran encargo eclesiástico y sus primeras pinturas con algo más que un puñado de figuras.
La Vocación cuelga al lado opuesto de El martirio de San Mateo. Entre los dos, en el altar, está La inspiración de san Mateo (1602). Mientras el Martirio fue posiblemente el primero en comenzarse, la Vocación fue la primera en acabarse. El encargo de estas dos pinturas laterales, la Vocación y el Martirio, data de julio de 1599, y el pago final fue hecho en julio de 1600. 
Los tres lienzos de Caravaggio en la capilla Contarelli representan un cambio decisivo del manierismo idealizante del que d'Arpino fue el último gran practicante, y el arte nuevo, más naturalista representado por Caravaggio y Annibale Carracci: fueron muy influyentes en su época. Fue una de las primeras pinturas religiosas, expuestas al público, en la que se daba una representación realista.
Las primeras dos pinturas Contarelli tuvieron una popularidad inmensa, y ubicaron a Caravaggio entre los principales pintores del nuevo movimiento naturalista en Roma.

## Análisis
Este fue su primer encargo monumental y a él corresponden dos de las grandes realizaciones del artista, esta Vocación de San Mateo y El martirio de San Mateo. Como en otras obras de la misma época, está dominada por una intensa acción dramática, tiene una composición muy estudiada y obtiene, con gran economía de medios, unos resultados espléndidos.
La pintura representa la historia que se narra en el Evangelio según san Mateo (Mateo 9:9): Jesús vio un hombre llamado Mateo, sentado en el despacho de impuestos, y le dijo: «Sígueme», y Mateo se levantó y le siguió.
Se ha ejecutado en torno a dos planos paralelos: el superior, ocupado solo por una ventana, y el inferior, en el que se representa el momento preciso en el que Cristo apuntando a San Mateo lo llama al apostolado. 
El santo está sentado frente a una tabla con un grupo de personas, vestidas como los contemporáneos de Caravaggio, como en una escena de taberna. En cierto sentido, la mayor parte de los habitantes plebeyos de la mesa de cambios de Leví, de tamaño prácticamente natural, son el equivalente, si es que no están modelados por aquellas personas en otras pinturas de Caravaggio, incluyendo la famosa escena de género de I Bari (1595).
El hecho de que vistan como en la época del pintor, y sean pinturas realistas, sin ninguna idealización, transmite la percepción del artista de la actualidad de la escena, su participación íntima en el acontecimiento representado, mientras que de forma totalmente antihistórica se ponen justamente a Cristo y al mismo san Pedro, envueltos en una túnica atemporal.

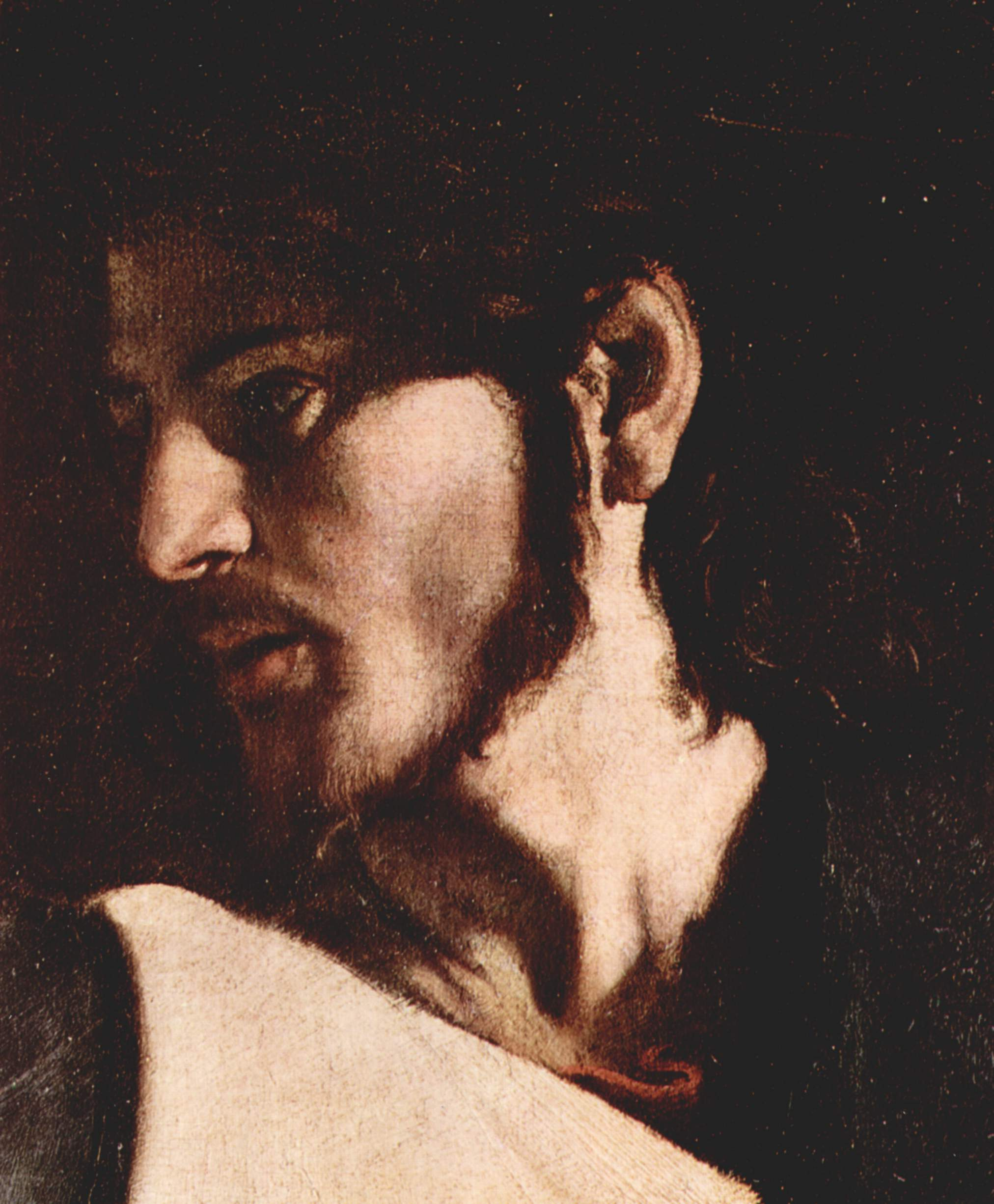
Detalle del rostro de Jesús

En esta pintura, el brillo y la ventana con lienzo parece que sitúa la tabla puertas adentro. Cristo trae la luz verdadera a este espacio oscuro de los recaudadores de impuestos. Para acentuar la tensión dramática de la imagen y focalizar sobre el grupo de los protagonistas la atención del que mira, recurre al expediente de sumergir la escena en una penumbra cortada por rayos de luz blanca, que hace emerger los gestos, las manos, o parte de la ropa, y deja casi invisible el resto. Esta pintura refleja así la colisión entre dos mundos: el poder ineluctable de la fe inmortal y el ambiente mundano de Leví, que se inclina sobre su dinero, ignorando a Jesús. Este le atraviesa con un rayo de luz, haciendo, aparentemente sin esfuerzo, un gesto con la mano que ejerce una gravedad sublime, sin necesidad de lucir musculosidad. Los pies desnudos de Jesús son simplicidad clásica, en contraste con los recaudadores emperifollados; estando descalzo puede simbolizar igualmente santidad, como si estuviera en suelo sagrado. 
De manera semejante a su tratamiento de Pablo en su Conversión en el camino de Damasco, Caravaggio hace la crónica del momento en que la rutina diaria queda interrumpida por lo milagroso. Alrededor del hombre que se convertirá en Mateo hay otros espectadores, que no lo perciben o que permanecen indiferentes. No es casual que uno de los compañeros de Mateo lleve gafas, casi como si lo hubiese cegado el dinero.
De gran intensidad y valor simbólico, en la Vocación, es el diálogo de los gestos entre Cristo, Pedro y Mateo. La audiencia de Caravaggio habría visto el parecido entre el gesto de Jesús conforme apunta a Mateo, y el gesto de Dios al despertar a Adán en la Capilla Sixtina de Miguel Ángel. Así sería Cristo el nuevo Adán. Siguiendo la línea del brazo izquierdo de Cristo, parece que se invita a Mateo a seguirle al mundo. «Esta clara legibilidad, tan diferente de tantas pinturas manieristas, ... es responsable de la enorme popularidad de esta obra».
Este gesto de Cristo lo repite san Pedro, símbolo de la Iglesia católica que media entre el mundo divino y el humano, lo cual es muy coherente con la época de la contrarreforma, y es a su vez repetido por Mateo. Es la representación simbólica de la salvación, que pasa a través de la repetición de los gestos instituidos por Cristo (los sacramentos) y reiterados, en el tiempo, por la iglesia.